# Katzirz Dávid
Katzirz Dávid (Pécs, 1980. június 25. –) magyar válogatott kézilabdázó. Édesapja Katzirz Béla volt válogatott labdarúgó.

## Sportpályafutása
2003 márciusában, a világbajnokságon, az Oroszország elleni mérkőzés után vízhajtót (amilorid) mutattak ki szervezetében. A doppingvétség miatt féléves eltiltást kapott.
2011 júniusában a CO Zágrábhoz igazolt, de egy hónap múlva, csapata rossz anyagi helyzete miatt, közös megegyezéssel felbontották a szerződést. Néhány nappal ezután a Csurgó ajánlatát fogadta el. Három évet eltöltött Tatabányán is, majd 2016 nyarán Balmazújvárosba igazolt. Szerződését nem töltötte ki 2016 decemberében közös megegyezéssel távozott, majd a Komlói BSK játékosa lett. Pályafutását 2020 nyarán fejezte be, ezt követően pedig klubigazgatóként és klubmenedzserként kezdett dolgozni a csapat mellett.

## Sikerei, díjai
- Magyar bajnokság:
  - 2. hely: 2009, 2010, 2011
  - 2. hely: 2003, 2004
- Magyar Kupa:
  - Döntős: 2009, 2010
- EHF-kupa:
  - Elődöntős: 2003